# Rudolfsheim-Fünfhaus
A Rudolfsheim-Fünfhaus Bécs XV. kerülete.  Rudolfsheim-Fünfhaus Penzing, Ottakring, Neubau, Mariahilf, Meidling, Hietzing, Ottakring, Neulerchenfeld és Penzing községekkel határos.

## Részei
|  | - Rudolfsheim - Braunhirschen - Reindorf - Rustendorf - Fünfhaus - Schmelz - Nibelungenviertel - Neu-Fünfhaus - Sechshaus |

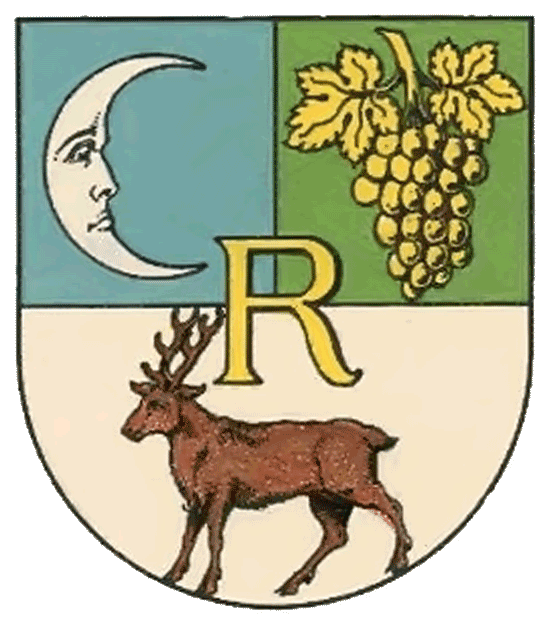
Rudolfsheim címere
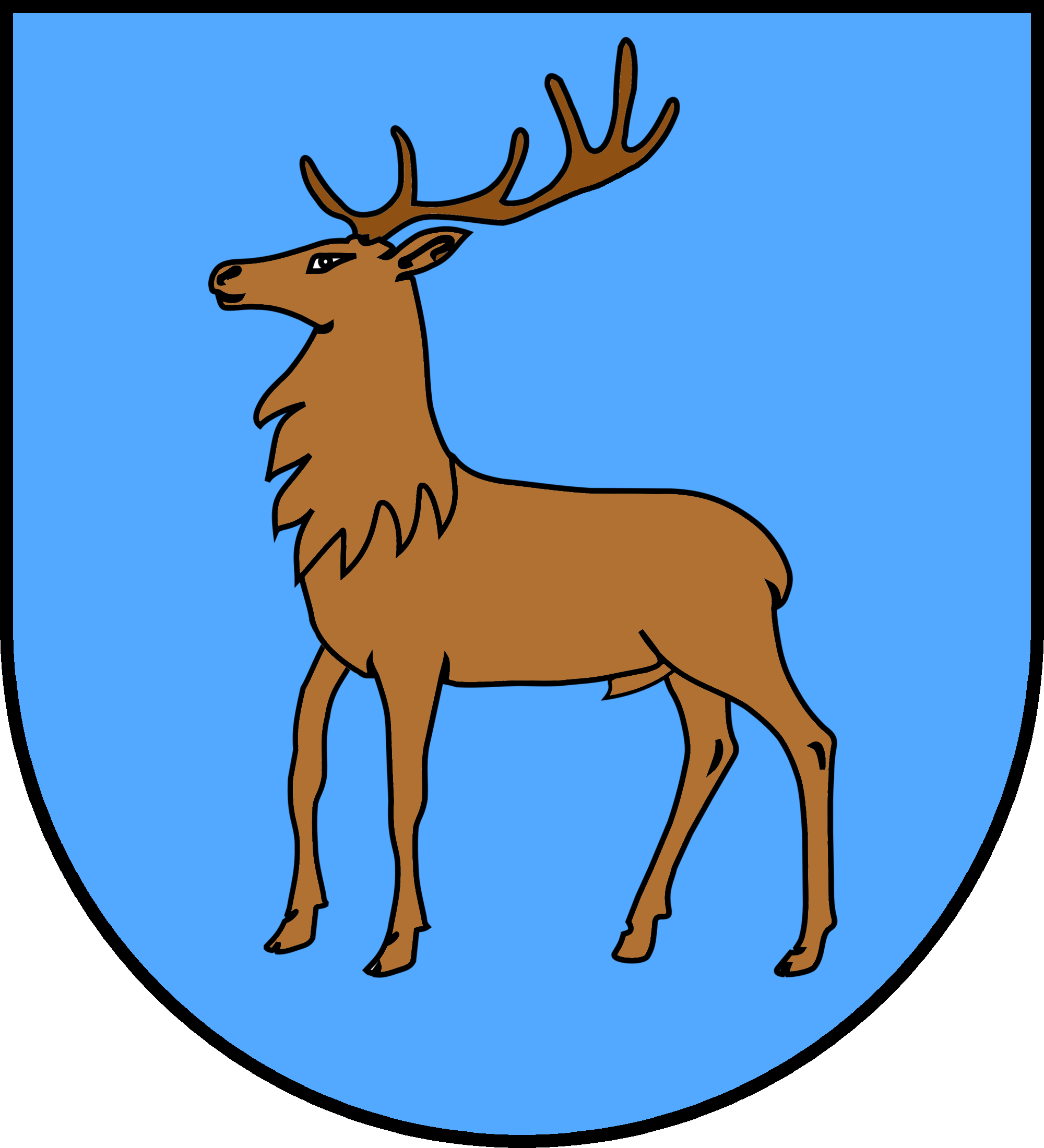
Braunhirschen címere
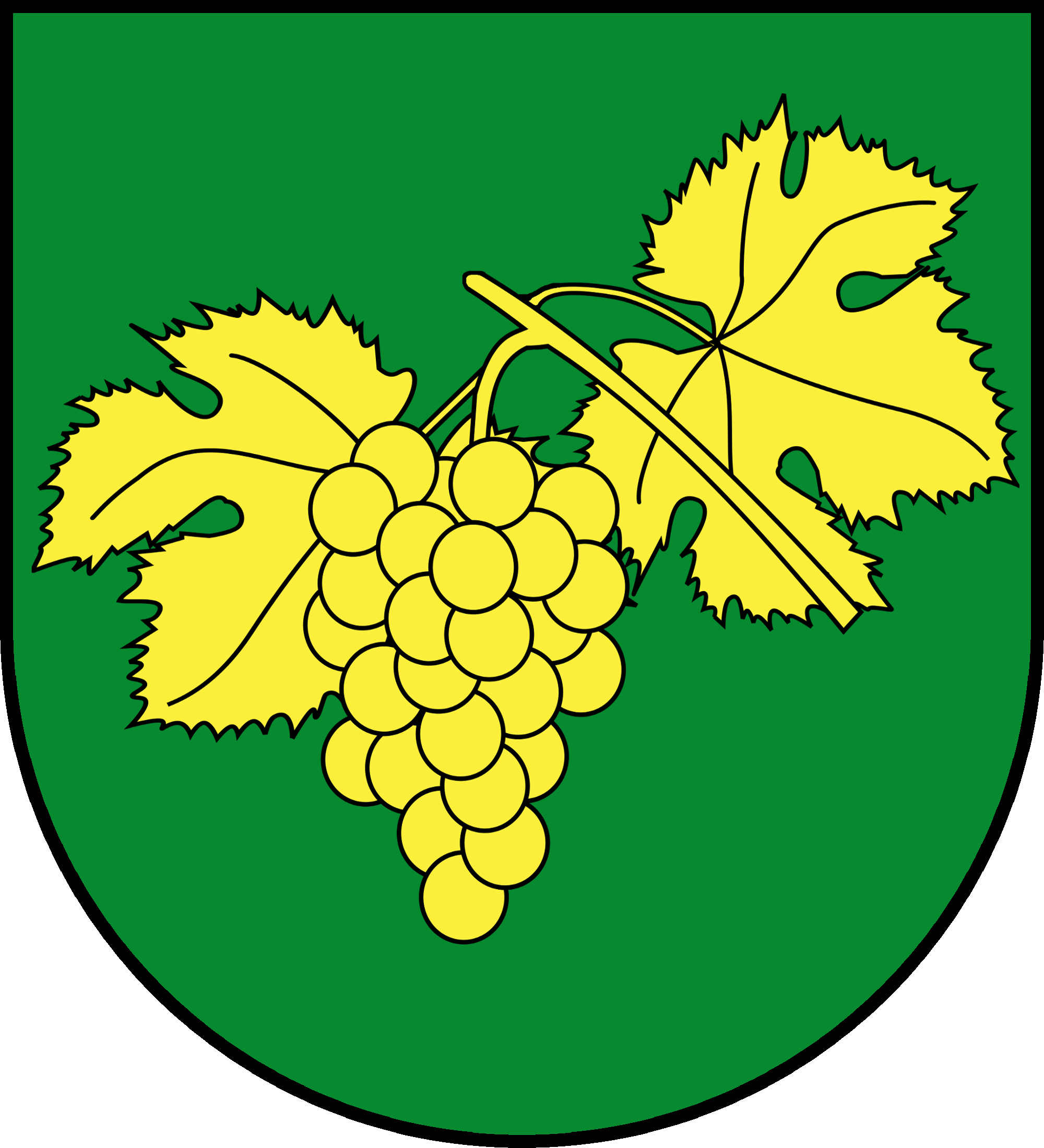
Reindorf címere
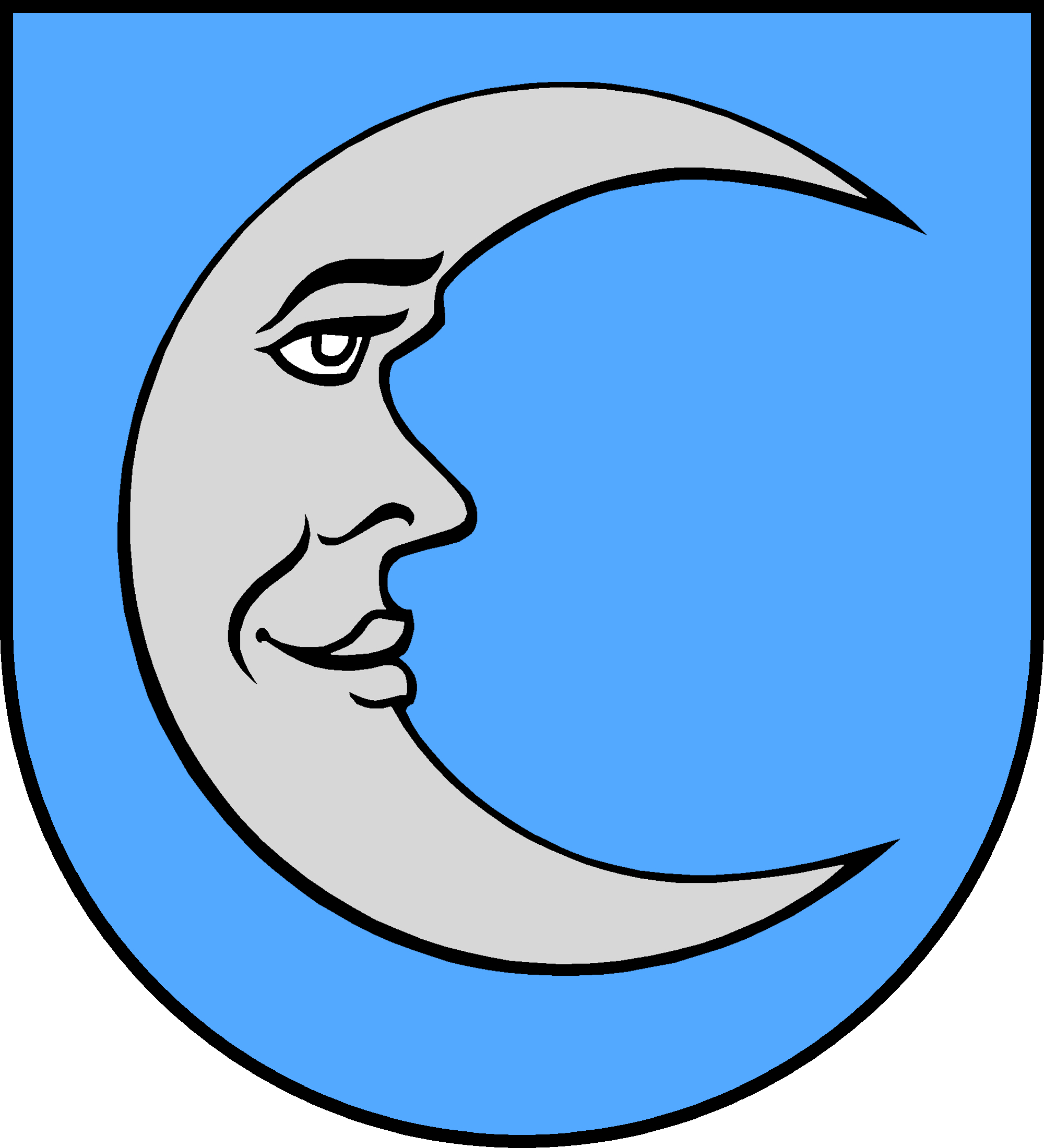
Rustendorf címere
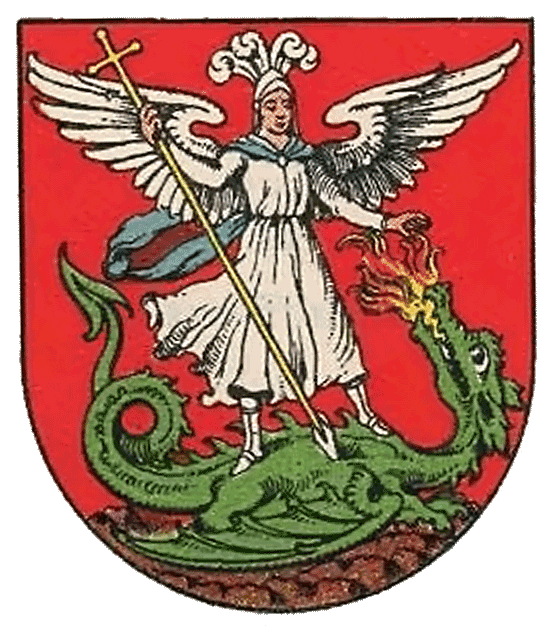
Fuenfhaus címere
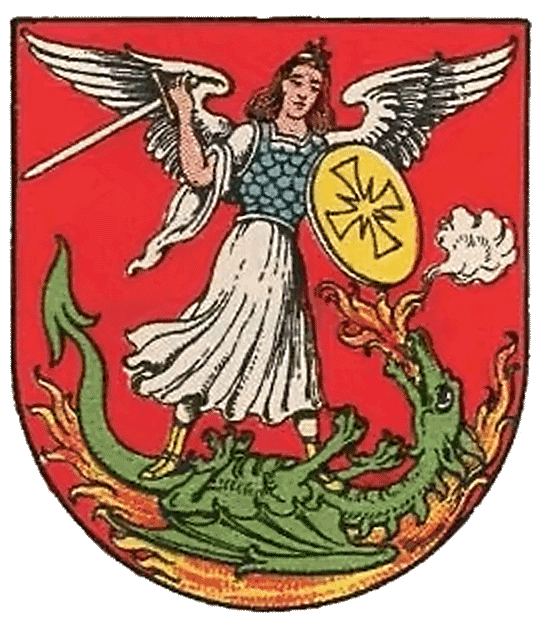
Sechshaus címere

## Története
A második török ostrom után (1683) Reindorf (a név első említése 1411-ben volt), Braunhirschen (korábban Dreihaus) és Rustendorf falvak keletkeztek. A falvakat 1863-ban egyesítették Rudolfsheim községre (Rudolf koronahercegnek nevezték el). 1892. január 1-jén Fünfhaus települést XV. kerületeként és Rudolfsheim és Sechshaus két települést  XIV. kerületeként beépítették Bécsbe.
1938 egyesítették a két kerületet.
A megszállás alatt (1945–1955) Rudolfsheim-Fünfhaus a francia szektorhoz tartozott.

## Látnivalók
- A Győzedelmes Mária-templom
- A Wiener Stadthalle
- A  Rudolfsheim-Fünfhausi múzeum

## Képek

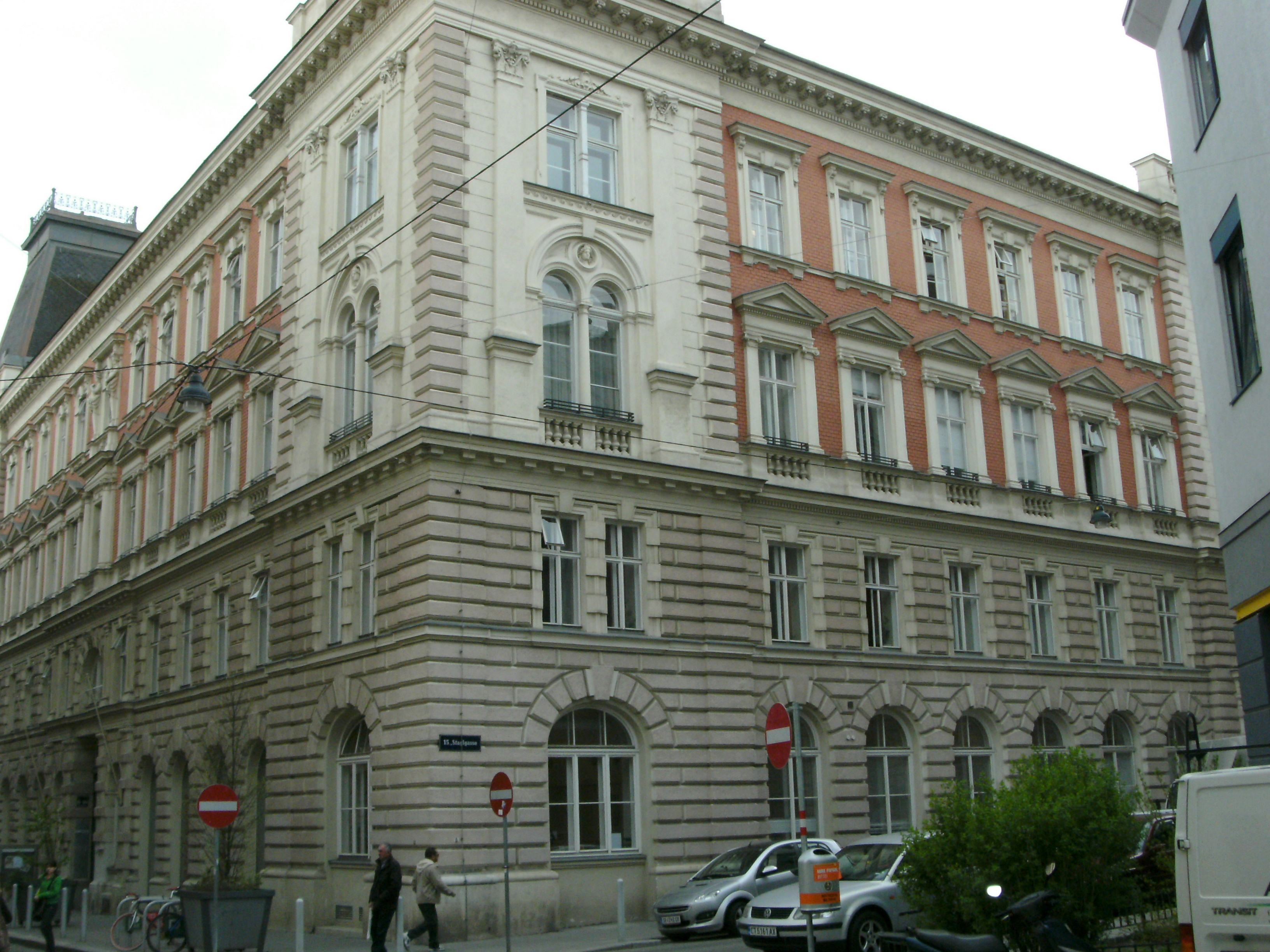
A múzeum
Stadthalle
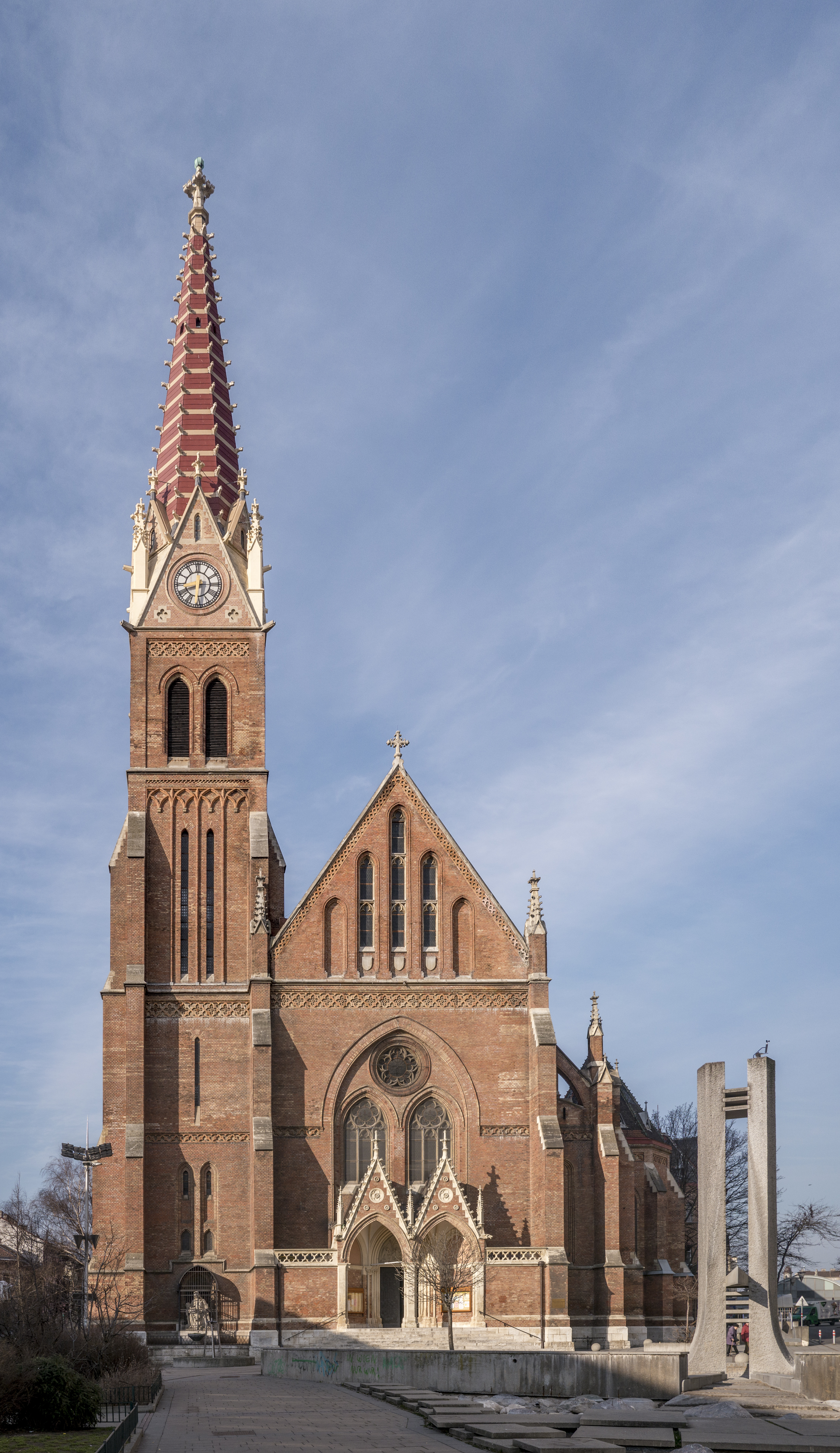
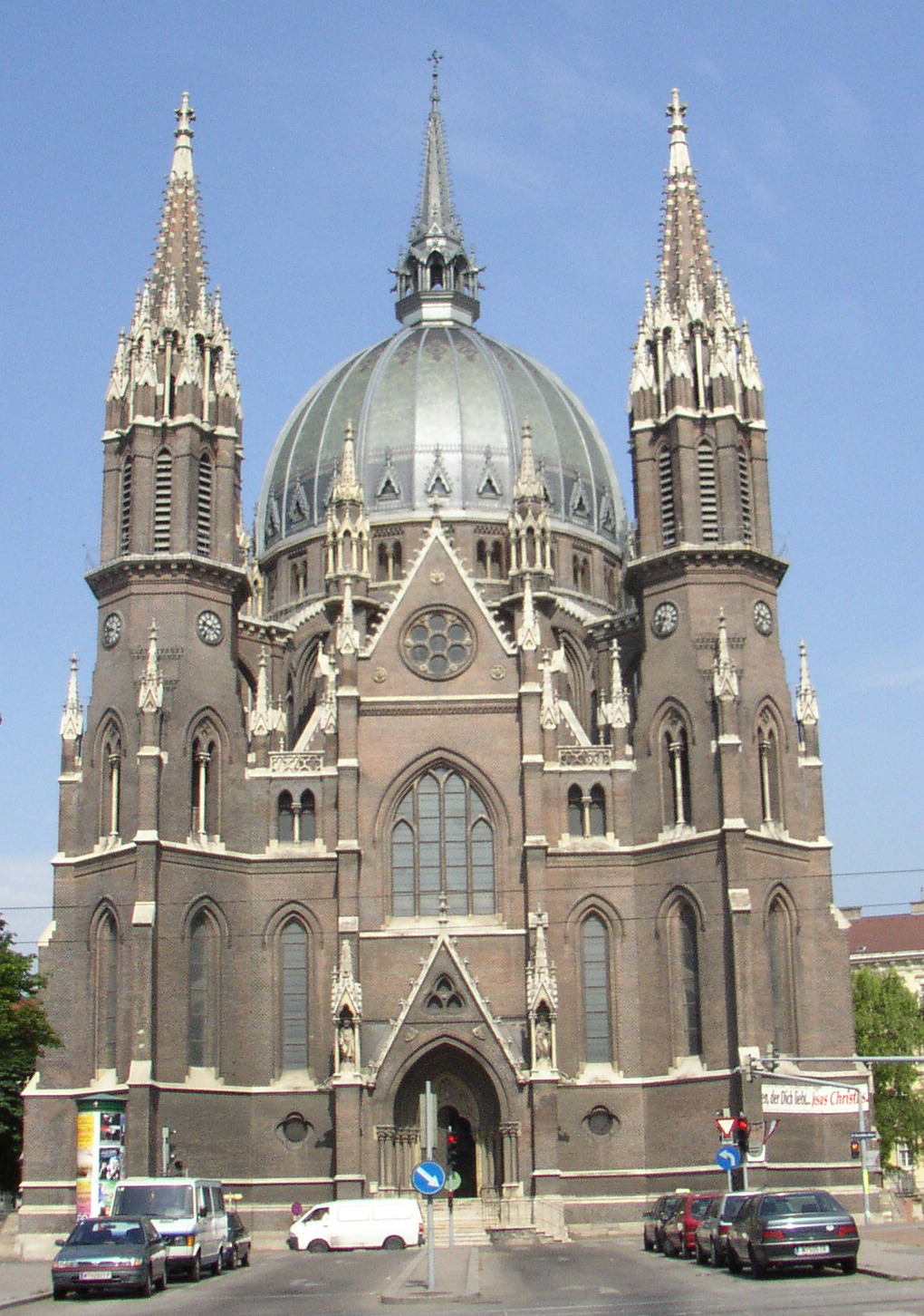
A  Győzedelmes Mária-templom
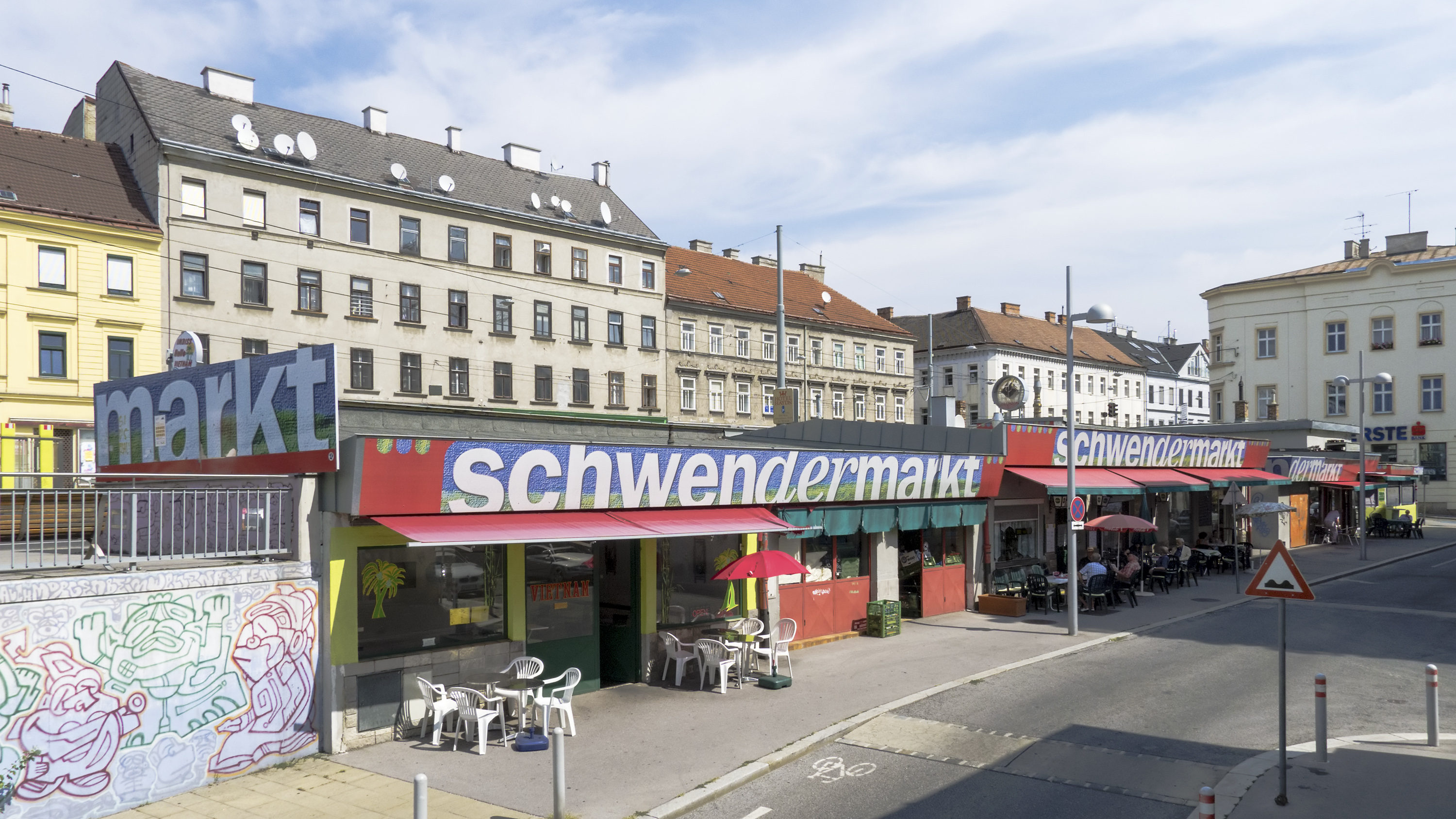
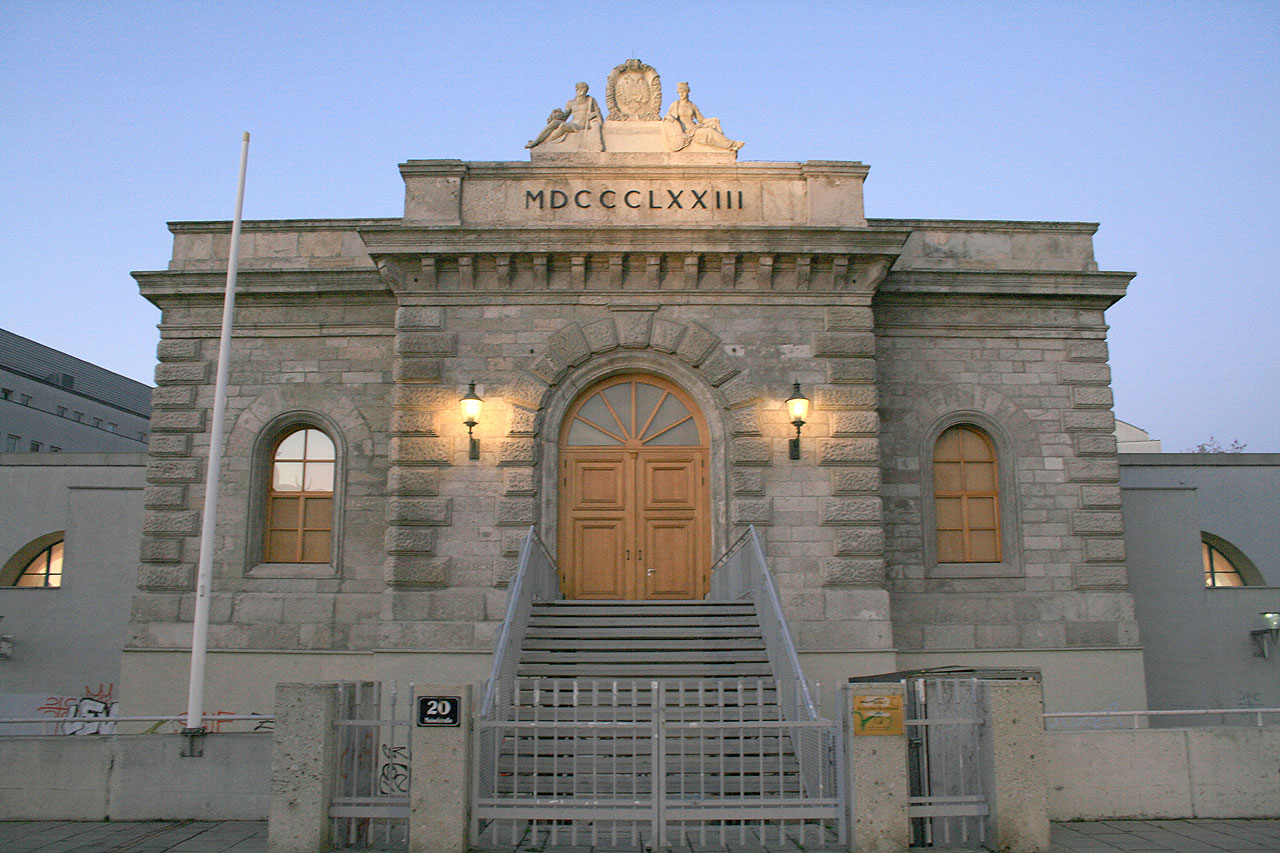
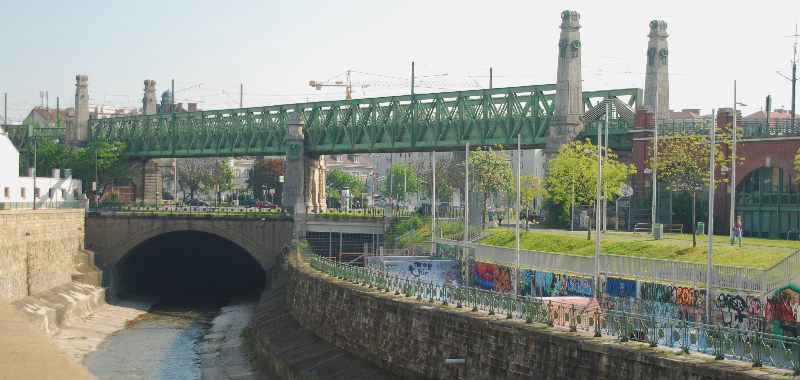

## Sport
SK Rapid Wien székhelye a kerületben 	található.

## Közlekedés

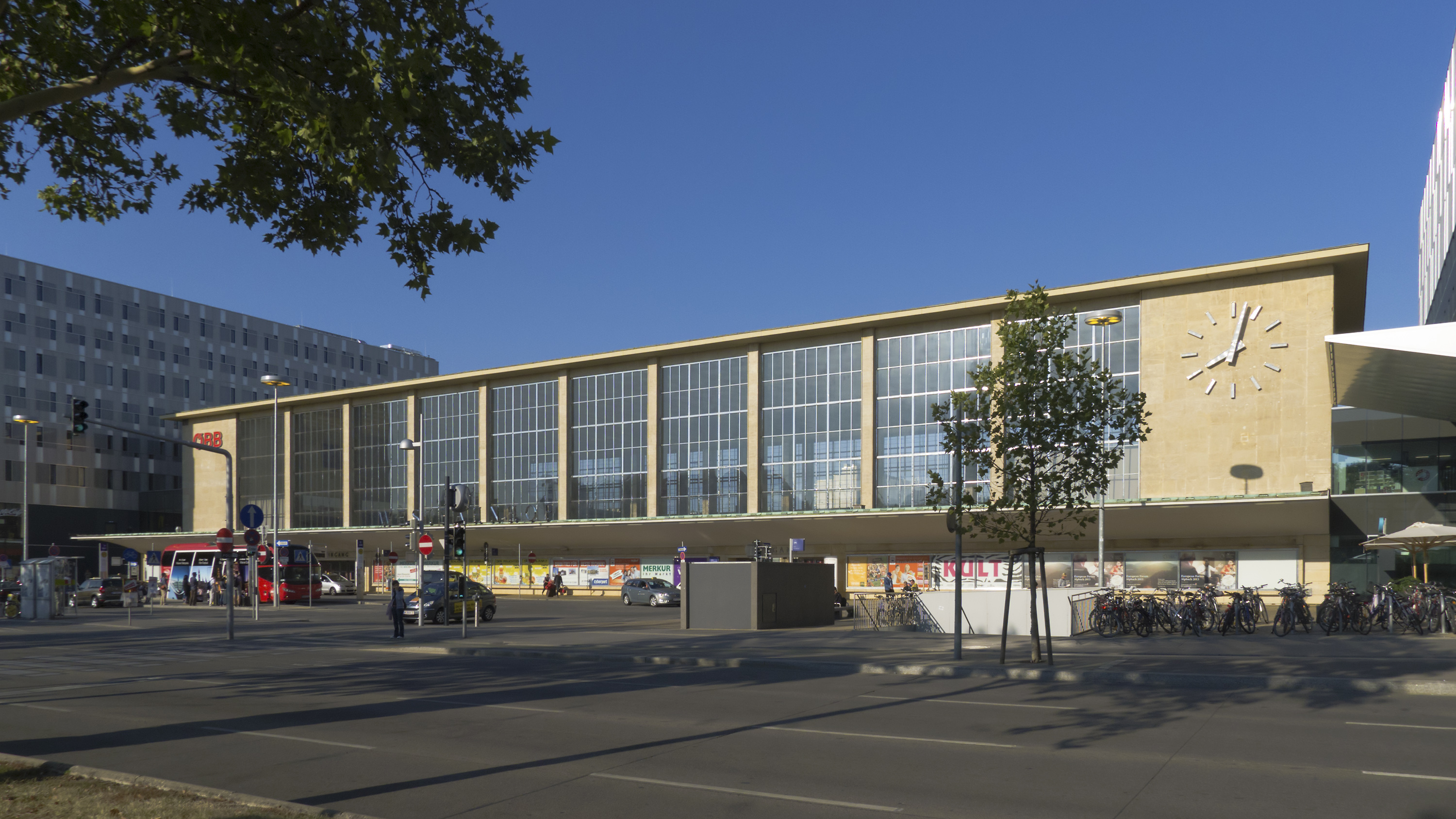
Westbahnhof

## Népesség
Népességnövekedés
forrás: Statistik.at

## Híres emberek
- Alfred Adler (1870–1937), Arzt und Psychotherapeut
- Felix Dvorak (* 1936), színész
- Ignaz Seipel (1876–1932), katolikus pap és politikus
- Eduard Suess (1831–1914), geológus, paleontológus és liberális politikus
- Paula Wessely (1907–2000), színésznő

## Fordítás
- Ez a szócikk részben vagy egészben  a   Rudolfsheim-Fünfhaus című holland Wikipédia-szócikk fordításán alapul.  Az eredeti cikk szerkesztőit annak laptörténete sorolja fel. Ez a jelzés csupán a megfogalmazás eredetét és a szerzői jogokat jelzi, nem szolgál a cikkben szereplő információk forrásmegjelöléseként.